# Деревянные цилиндры-пломбы
Деревянные цилиндры-пломбы (цилиндры-замки́) — деревянные запорно-пломбировочные устройства, использовавшиеся в средневековье для гарантированного запирания мешков с собранной мечниками или емцами данью. Являются аналогами печатей. Известны с XI века, о чём свидетельствуют археологические находки с территории бывшего Посадского двора Великого Новгорода, где были обнаружены десятки ольховых и берёзовых пломб, а также с Белоозера и польского города Волина. В Новгороде отрезанные от мешков цилиндры княжеских чиновников («мечников») обнаруживались не на территории резиденций князя, а в усадьбах знатных новгородских деятелей. На цилиндрах-пломбах нередко встречаются зарубки как один из вариантов записи числа, использовавшийся наравне с кириллическими цифрами, но они не были налоговыми бирками и не свидетельствовали об уплате налогов. В цилиндре было два канала — продольный и поперечный. Верёвка опоясывала горловину мешка, в который была упакована дань, завязывалась узлом. Концы верёвки вместе с узлом заправлялись в продольный канал. В поперечный канал вставлялась пробка и расклинивалась. Взять пушнину из мешка можно было либо разрезав его, либо сломав сам цилиндр, либо срезав верёвку. В любом случае такие вмешательства были бы видны.

## История
Первая деревянная пломба-цилиндр была обнаружена в Новгороде в Неревском конце в 1951 году в слое второй половины XI века. Она представляла собой обрезок берёзового ствола длиной 8 см и диаметром 5,5 сантиметров. На поверхности замка-цилиндра № 1 имелись отпечатки некогда обматывавшего его шнура и были вырезаны княжеская геральдическая эмблема и надпись «Емьця гривны 3». В 1955 году на той же усадьбе в том же слое был найден цилиндр № 2 с надписью «княже». На третьем цилиндре, найденном в 1970 году в Славенском конце в слоях XI века, надписей не было, но был дважды вырезан княжеский знак. Короткий поперечный канал этого цилиндра был плотно забит деревянной пробкой слегка конической формы, а противоположный, более узкий конец был расщеплён и заклинен. Цилиндр № 5 был найден в 1972 году на Легощенском (Людогощенском) раскопе. На четвёртом цилиндре, найденном в 1973 году в Загородском конце в слое XI века, имелась такая же пробка и надпись «Емца 10 гривен». Пятый цилиндр был найден на Нутном раскопе в Славенском конце в 1980 году. На нём нет ни знаков, ни надписей. Имеет широкую дату — 1109—1152 годы. Ещё два цилиндра были найдены в 1980 году в Людином конце в слое конца X века — началом XI века. На шестом цилиндре был княжеский знак, изображение меча и длинная надпись, на седьмом — надпись «В 9 гривнах и гривне — гривна» и княжеский знак. По комплексу данных, два из первых восьми цилиндров датировались по меньшей мере на 10 лет раньше даты крещения Руси (988). Однако, датировка этих цилиндров (№ 6 и № 7) X веком ныне оказывается под сомнением и более вероятной теперь представляется их датировка первой половиной XI века, как относящихся к комплексу цилиндров с усадьбы Е. Из 13 найденных в 1951—1997 годах цилиндров, 10 были найдены в культурных слоях XI века, 2 — в слоях первой половины XII века, ещё один, найденный не при раскопках, не был датирован. Летом 1999 года в слое 30-x годов XI веков при раскопках огромной усадьбы Е на Троицком раскопе (Людин конец), видимо имевшей общественный характер, было найдено 38 цилиндров-замков. Из этой же усадьбы происходят 2 пломбы, найденные в 1980 году. Из 40 пломб с этой усадьбы 12 были с надписями, в 4 случаях в них шла речь о принадлежности «мехов» (мешков) «мечникам». В 7 случаях на пломбах был изображён меч, 10 случаях — княжеские геральдические знаки, пять из них принадлежали князю Мстиславу, сыну Владимира Мономаха, который княжил в Новгороде с перерывами с 1088 по 1117 год. На некоторых пломбах встречаются имена персонажей, известных по находкам берестяных грамот, частности — боярин Хотен, известный по найденной здесь же берестяной грамоте. На территории усадьбы Ж в слое конца XI века нашли два деревянных замка-цилиндра. На одном из них был вырезан знак, напоминающий трискелион или трикветр. Деревянная пломба с надписью «Иване» найдена на Троицком раскопе в усадьбе Ж в слое начала XII века. Всего из слоя первой половины XII века на Троицком раскопе из усадьбы Ж происходит 91 товарная пломба с изображениями разнообразных знаков, различных святых и крестов, в том числе процветших.
В надписях пяти цилиндров-пломб были указаны местности сбора пошлин в Заволочье: Тихманьга (Тихмеге — в 520 километрах к северо-востоку от Новгорода, цилиндр-пломба № 6), Усть-Вага (Оустье Вагы — 780 км, цилиндр-пломба № 19), Пинега (Пинезе — 900 км, цилиндр-пломба № 11), Емца (цилиндр № 1, в НГБ I — это надпись № 2 и цилиндр № 4) и Вага (цилиндр № 30).
Древнерусские новгородские пломбы-бирки, представляли собой небольшие восьми—десяти сантиметровые деревянные цилиндры-замки́, с двумя длинными взаимно перпендикулярными выемками и клинообразной заглушкой. Через горловину мешка пропускали веревку либо кожаный ремешок. Концы этой связи вводили с двух сторон в длинный канал, вместе выпускали наружу. Их связывали узлом, убирали узел внутрь цилиндра и забивали короткий поперечный канал расклиненной пробкой, а концы пробки обрезали заподлицо — мешок был заперт. Из снабженного таким замком мешка с пушниной или другими ценностями ничего нельзя было достать, не разрезав сам мешок или пропущенную через замок верёвку, или же не расколов цилиндр-пломбу.
Кроме Новгорода, один цилиндр-замок был найден в Белоозере. Также известны подобные цилиндры из слоёв X века польского Волина. На волинском цилиндре был вырезан княжеский знак, находящий ближайшие аналогии на русских трапецевидных привесках того же времени. В нём нет поперечного канала (имеется только широкий продольный), но у него есть небольшое отверстие в утолщённом крае.